# Schizoporella artabra
Schizoporella artabra är en mossdjursart som beskrevs av Reverter-Gil, Souto och Fernández-Pulpeiro 2009. Schizoporella artabra ingår i släktet Schizoporella och familjen Schizoporellidae. Inga underarter finns listade i Catalogue of Life.